# Yellow Vector-黄の多次限指向性-
『Yellow Vector-黄の多次限指向性-』（イエローベクター きのたじげんしこうせい）は、2004年11月30日にリリースされた浅倉大介のアルバム。発売元はDarwin Record。

## 概要
2004年から2005年にかけて、1年間で虹の七色をモチーフとした7枚のアルバムを制作するというコンセプトのもとリリースされたアルバム「Quantum Mechanics Rainbow」シリーズの第5弾。本作は「黄」をモチーフとして制作。オリコン週間インディーズチャートでは5位にランクインし、累計売上は0.2万枚を記録した。
収録曲「Venus Vector」は、後に「夢の続き〜Challenge For The Future〜」としてリアレンジされ、2005年6月に柴田智子 with 浅倉大介名義でシングル化された。「Le Petit Prince -le renard doré ver.-」のオリジナルバージョンは、本作のリリース時点では音源化されておらず、2004年12月に300枚限定発売された「New Year Package 2005」に収録された。

## 収録曲
1. Schrodinger's cat
  - 作曲・編曲：浅倉大介
2. Quantum Mechanics Rainbow Ⅴ
  - 作曲・編曲：浅倉大介
3. Venus Vector
  - 作曲・編曲：浅倉大介
4. étude on F-String
  - 作曲・編曲：浅倉大介
5. Star Yellow X'mas
  - 作詞：井上秋緒　作曲・編曲：浅倉大介
  - ボーカル：藤田真由美
6. Puppet Master
  - 作詞：麻倉真琴　作曲・編曲：浅倉大介
7. Le Petit Prince -le renard doré ver.-
  - 作曲・編曲：浅倉大介
8. Laplace's Devil
  - 作曲・編曲：浅倉大介

## エンジニア
- Recorded&Mixed by Daisuke Asakura
- Assisted by Takashi Ikito
- Mastered by Yasuji Maeda